# Кручок, Тамара Яковлевна

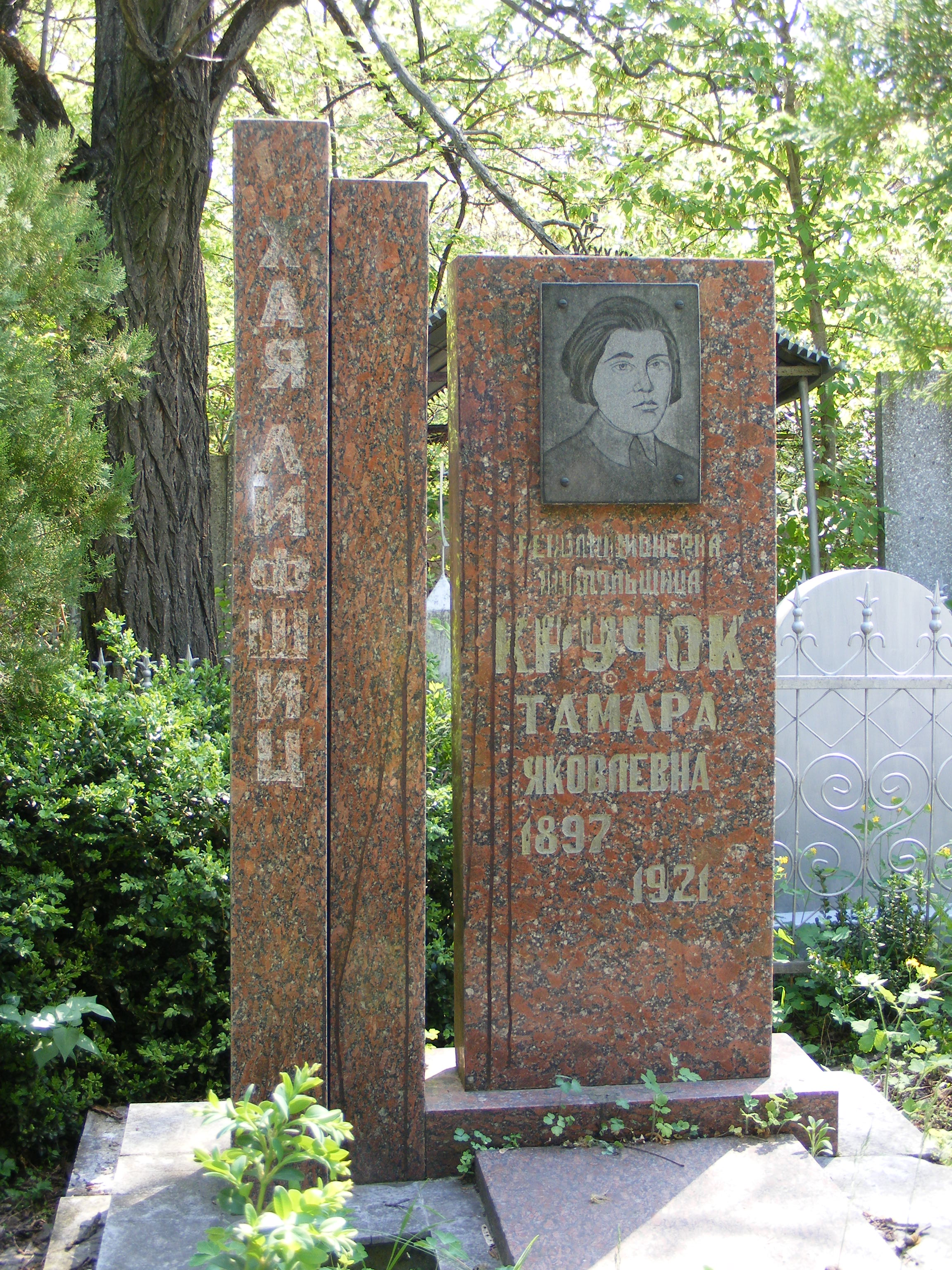
Памятник Тамаре Кручок (справа). Слева находится памятник революционеру Хая Лившиц

Тамара Яковлевна Кручок (рум. Tamara Criucioc; 15 августа 1897, Рашков, Ольгопольский уезд, Подольская губерния — 5 декабря 1921, Бендеры) — участница подпольного коммунистического движения в Бессарабии.

## Биография
В 1915 году закончила три класса кишинёвской еврейской профессиональной школы для девочек, в которой наряду с общеобразовательными дисциплинами преподавались и ремесленные. Под влиянием старших подруг по школе ознакомилась с революционной литературой и в 1916 году примкнула к революционному кружку кишинёвских рабочих, занималась агитацией в сёлах Резены и Милешты. После Февральской революции присоединилась к РКП(б), а после оккупации Бессарабии Румынией вступила в местное движение Союза Бессарабии с Советской Россией, была курьером подполья, редактировала листовки.
Весной 1919 года Тамара Кручок была арестована румынскими оккупационными властями и по процессу «108» приговорена к 10 годам принудительного труда. После девятнадцати месяцев принудительного труда зимой 1920 года была освобождена из-под стражи, продолжила участвовать в местном подпольном коммунистическом движении и была вновь арестована в августе 1920 года, заключена в камеру женского корпуса Кишинёвской тюрьмы. Пользовалась всеобщим уважением политзаключённых и была избрана в руководящую тройку тюремной партийной организации. Не выдержав побоев и пыток, политзаключённый под кличкой «Кириллов» назвал руководящую тройку: Тамара Кручок, Йойлик Коган, Борис Шихтман. Убедившись, что никакие пытки не заставят их говорить, было решено всех троих и старого каторжанина Двоскина расстрелять. В ночь с 4 на 5 декабря Кручок, Коган, Шихтман и Двоскин были вывезены из тюрьмы под предлогом очной ставки. Их повезли в Бендерскую сигуранцу, откуда в темноте вывели под конвоем. Доведя до Бендерской ветряной мельницы, полицейские выстроили их вдоль стены православного кладбища и расстреляли в упор. Утром, чтобы скрыть следы убийства, сигуранцей был пущен слух о том, что на берегу Днестра были найдены четверо убитых контрабандистов. Трупы потащили на кладбище и захоронили в братской могиле.

## Память
В Бендерах есть улица Тамары Кручок, а также памятник с её бюстом. Памятник Тамаре Кручок и другой подпольщице Хае Лившиц есть и на еврейском кладбище в Бендерах.